# El Totoral
El Totoral ist ein Dorf der Gemeinde El Quisco an der Zentralküste in Chile. Die in einem Waldgebiet gelegene ländliche Siedlung ist ein populärer Marienwallfahrtsort mit einer pittoresken Kirche.

## Geografie
Das Dorf El Totoral gehört zur Gemeinde El Quisco in der Región de Valparaíso, an der chilenischen Zentralküste. Es liegt etwa 120 m ü. M., 7 km vom Meer, in einer Landschaft mit sanften Hügeln und Wäldern mit ortsfremden Baumarten. Es ist ein für ländliche Siedlungen in Chile typisches, langgestrecktes Straßendorf, entlang der Landstraße Nr. F-950, die als Camino El Totoral bezeichnet wird. Die Straße war ursprünglich eine wichtige Durchgangsstraße von und zur Küste. Heute liegt der Ort durch den Ausbau neuerer Trassen relativ abgelegen von den allgemeinen Verkehrsströmen.
Für das Leben auf dem Land bietet das Dorf seinen 605 Einwohnern (Census 2017) eine ausreichende funktionale Grundautonomie. Es gibt eine kommunale Schule mit 272 Schülern (Stand 2019), ein Gemeindezentrum mit einem Restaurant, eine Sanitätsstation, eine Kirche und einen Friedhof.

## Geschichte
Die ältesten bekannten Siedlungsspuren in der Region um El Totoral stammen von etwa 800 v. Chr. Mitte des 15. Jahrhunderts wurde das Gebiet mit seiner Bevölkerung, den Picunche, Teil des Tawantinsuyu und ab Mitte des 16. Jahrhunderts spanische Kolonie. Die spanischen Kolonialherren unterwarfen die native Bevölkerung dem Encomiendasystem und organisierten das bewirtschaftete Land in Haziendas. El Totoral war im Bereich der heutigen Küstengemeinde El Quisco die erste Encomienda die 1570 an Alonso de Córdoba vergeben wurde. Der Ort hieß ursprünglich Huallilemu (Eichenwald) wurde dann aber in El Totoral umbenannt, in Anspielung auf die große Anzahl von Totora-Schilf am Ort. Er lag am Weg der von San Antonio nach Valparaíso führte. Fernab von der für lange Zeit einzigen Stadt Santiago und als Landgut, in dem der Grundbesitzer typischerweise praktisch alleine herrschte, blieb der Ort ohne weitere Geschichtsschreibung bis zum Beginn des 19. Jahrhunderts.
Aus dieser Epoche stammt die Kirche, die im historischen Kern der Siedlung steht. Das im Kolonialstil erbaute Gebäude wurde wahrscheinlich noch vor 1815 errichtet. Aus diesem Jahr stammt das erste Geburtenregister der Kirchengemeinde. Der Kirchhof wurde 1820 angelegt. Die Kirche wurde Nuestra Señora de la Merced („Maria vom Erbarmen“) gewidmet. Den Altar schmückt eine Marienfigur, im polichromen Stil des italienischen Barock des 17. Jahrhunderts, die vom letzten spanischen Gouverneur in Chile Casimiro Marcó del Pont gestiftet worden sein soll.
Die kommunale Heimatforschung ermittelte dazu die folgende Geschichte: Im Februar 1817, gegen Ende des Unabhängigkeitskrieges, war der spanische Gouverneur auf der Flucht und versuchte sich über den Hafen von San Antonio per Schiff abzusetzen. Weil das misslang wich er entlang der Küste zum Hafen nach Valparaíso aus, wobei er mit seinem Gefolge durch El Totoral kam. Er fand dort die Kirche aus Lehm gebaut und mit Schilf gedeckt vor, aber ohne ein Altarbild. Aus Dankbarkeit für die am Ort erfahrene Gastfreundschaft soll er eine mitgeführte Marienfigur gestiftet haben. Wenig später wurde er bei Valparaíso aufgegriffen. Andere glauben zu wissen, dass die Marienfigur zu den bei seiner Verhaftung konfiszierten Gütern gehörte. Er habe darum gebeten, dass sie in der Kirche von El Totoral aufgestellt werden solle, was ihm gewährt worden sein soll.
Das Patronatsfest der Kirche findet am 24. September, dem Día de la Merced statt. Es ist ein traditionelles Marienfest dessen Feierlichkeiten schon am Vorabend mit Gebeten und Andachten beginnen und zu einem mehrtägigen Volksfest erweitert werden. Das Fest gelangte zu vermehrter Popularität als die Marienfigur Anfang 1982 gestohlen wurde. Nachdem diese von der Polizei bei einem Antiquitätenhändler aufgespürt werden konnte, wurde die Ikone vom Pfarrer von Casablanca in Santiago abgeholt und anschließend begleitet auf einer Pilgerreise zu verschiedenen Kirchen nach El Totoral zurückgebracht, wo sie am 24. September 1982 ankam. Seither kamen jedes Jahr mehr als 4000 Personen zum Patronatsfest.
Nach den schweren Erdbeben von 1985 und 2010 wurde die Kirche restauriert. 1995 wurde sie zu einem Nationaldenkmal deklariert. Hinter der Kirche, etwas verborgen im waldigen Gelände, befindet sich die Einsiedelei eines Franziskanerordens.
Aufgrund der beachtlichen Popularität des Patronatsfestes wurde 2016 im chilenischen Parlament ein Gesetzgebungsverfahren in Gang gesetzt, durch das der 24. September als ein religiöser Feiertag in der Gemeinde El Quisco festgelegt werden soll. Bis wenigstens Mitte 2021 war das jedoch noch nicht abgeschlossen.